# Гречина Вадим Михайлович
Вади́м Миха́йлович Гречи́на (25 січня 1931 , Київ  — 14 квітня 2005 , Київ ) — український радянський архітектор, лауреат Державної премії Української РСР імені Т. Г. Шевченка (1985), лауреат премії Ради Міністрів СРСР (1971).

## Біографія
Народився 25 січня 1931 року у Києві. Син відомого українського архітектора Михайла Гнатовича Гречини. У 1956 році закінчив Київський державний художній інститут. З того ж року працював в інституті «Київпроєкт»; з 1971 року — головний архітектор проєктів. Член Спілки архітекторів СРСР.
Брав участь у спорудженні першого в Києві 18-поверхового житлового будинку по вулиці Леніна (Богдана Хмельницького), 39, у зведенні однієї з найбільших сакральних будівель лівобережної частини Києва — Троїцького собору на Троєщині.
Помер у Києві, похований на Берковецькому кладовищі.

## Твори
Всі проєкти — у співавторстві:
- Готель «Мир» (дві черги; 1961—1978).
- Житловий будинок на вулиці Богдана Хмельницького, 39 (1960-і роки).
- Житловий будинок на вулиці Щусєва, 34/1 (1975).
- Палац урочистих подій на проспекті Перемоги, 11 (1982).
- Київський філіал Центрального музею В. І. Леніна (1982, тепер — Палац мистецтв «Український дім»).
- Готель «Турист» (1980–1984).
- Національна бібліотека ім. В. І. Вернадського (1980–1989).
- Свято-Троїцький собор (Троєщина) (1991–1997).
- Проєктування мікрорайонів житлового масиву Березняки.
- Проєктування мікрорайонів житлового масиву Вигурівщина-Троєщина.

Брав участь у підготовці Генерального плану Києва, розробленого у 1964—1966 роках (затверджений урядом у 1967 році).

## Нагороди
- Заслужений архітектор УРСР (1982)[1].
- У 1971 році удостоєний Премії Ради Міністрів СРСР разом з іншими розробниками Генерального плану міста Києва 1967 рооку.
- У 1985 році разом з В. І. Гопкалом (керівником авторського колективу), В. Є. Коломійцем, Л. І. Філенком (архітекторами), А. В. Гайдамакою, В. О. Мягковим (художниками), В. В. Баруленковим (інженером-будівельником) отримав Державну премію Української РСР імені Т. Г. Шевченка за архітектуру і художнє оформлення Київського філіалу Центрального музею ім. В. І. Леніна.
- Нагороджений орденом Трудового Червоного Прапора.

## Галерея

Готель «Турист»
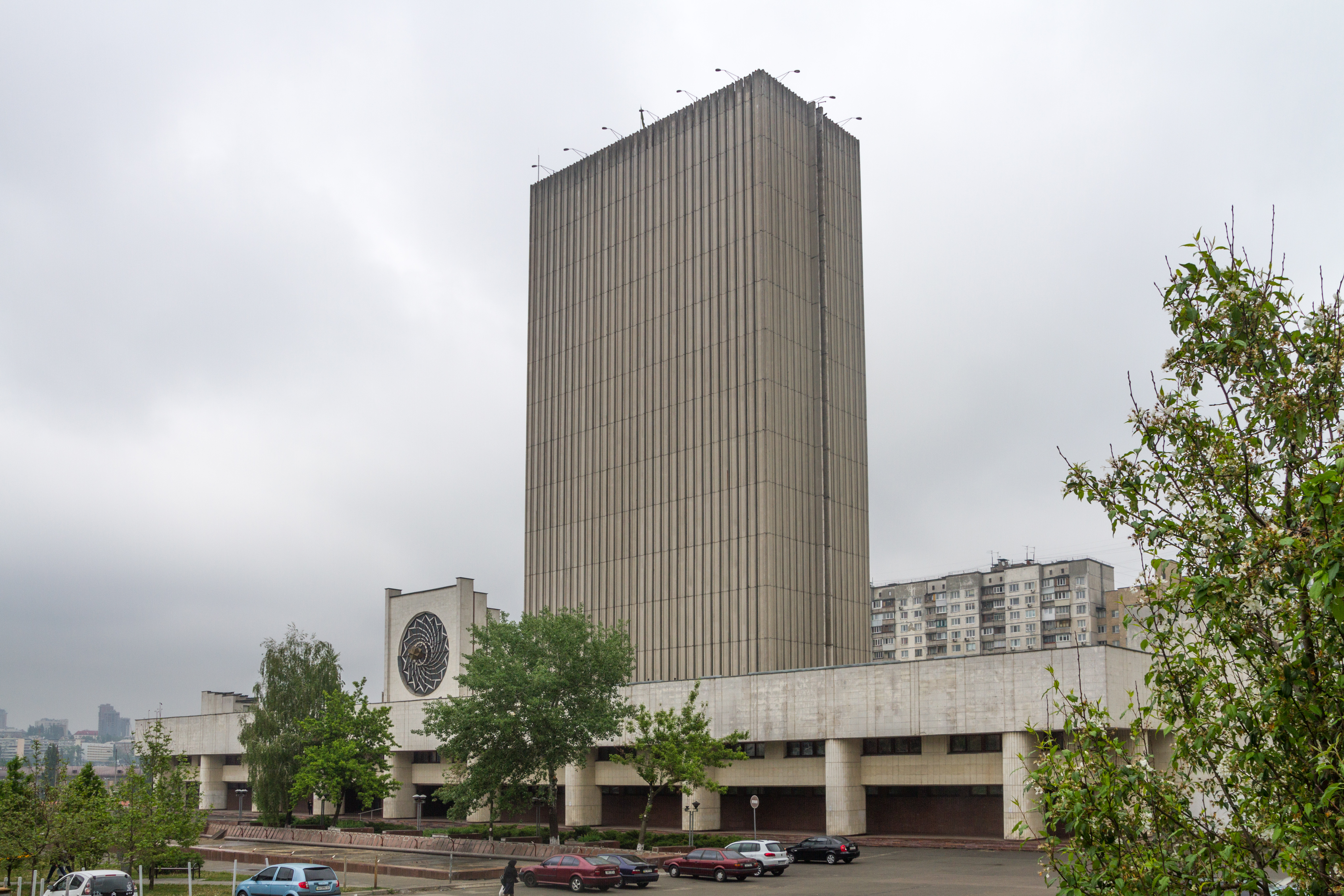
Бібліотека імені Вернадського
Свято-Троїцький собор на Троєщині
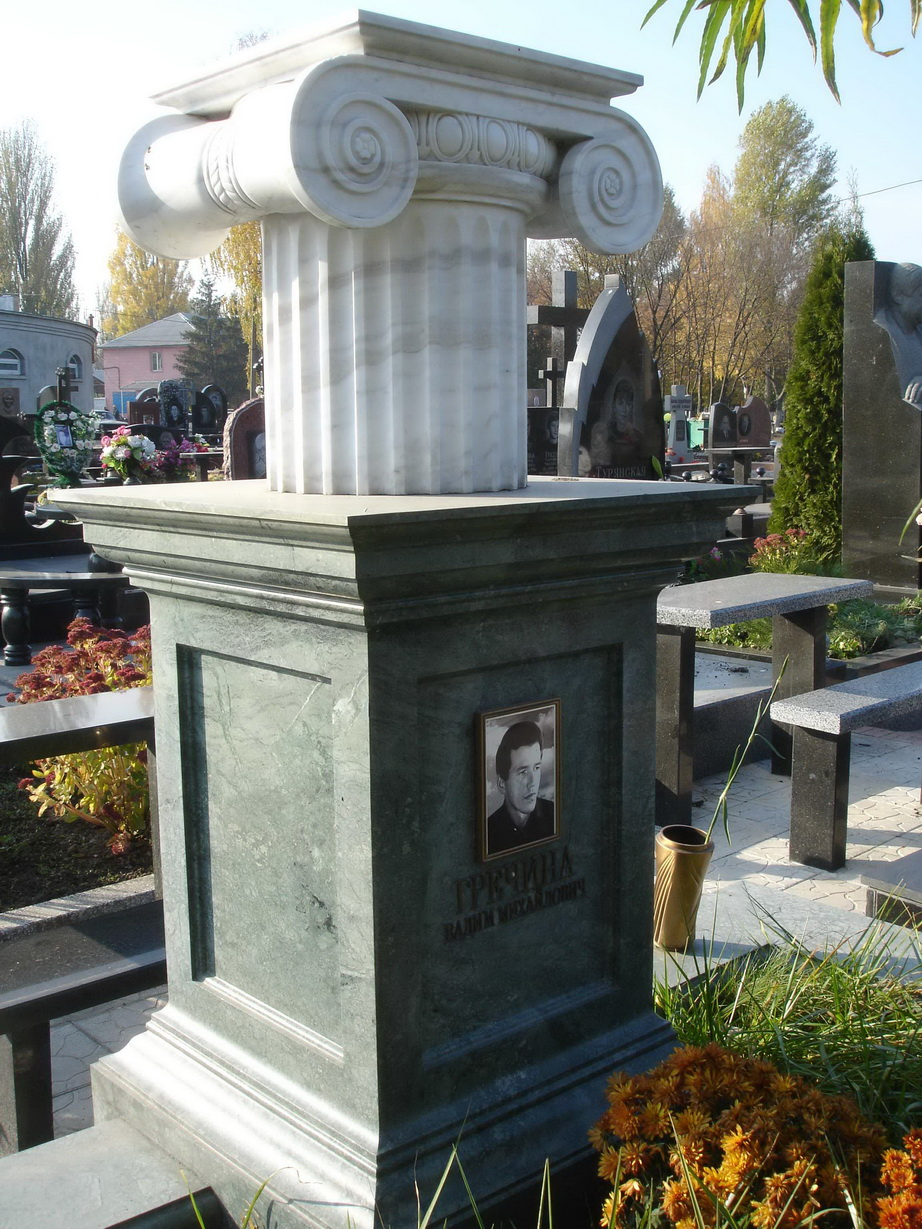
Поховання архітектора В. М. Гречини, Берковецьке кладовище